# Schule am Meer – Familienbande
Schule am Meer – Familienbande ist ein deutscher Fernsehfilm von Stefan Bühling aus dem Jahr 2023. Es handelt sich um den zweiten Film der ARD-Reihe Schule am Meer mit Anja Kling als Flensburger Berufsschulleiterin Katharina Hendriks in der Hauptrolle. Die deutsche Erstausstrahlung erfolgte am 13. Oktober 2023 auf dem ARD-Sendeplatz „Endlich Freitag im Ersten“.

## Handlung
Katharina Hendriks, die eine Berufsschule mit dem Fachbereich Gastronomie in Flensburg leitet, ist besorgt, denn für das neue Ausbildungsjahr gibt es nicht genügend Anmeldungen. Um für die Ausbildungsstätte zu werben, plant einen „Tag der offenen Tür“ mit einem Showkochen, wobei ihr der Gastdozent und Starkoch Erik Olsen helfen will und, ohne Katharina zu fragen lädt er ihre Schwester, Antje Beringer, als Schirmherrin ein, die ebenfalls eine Promiköchin ist. Die beiden Schwestern haben sich vor 15 Jahren nach dem Tod von Katharinas kleiner Tochter zerstritten und sind nun durch den „Tag der offenen Tür“ gezwungen, wieder miteinander zu sprechen. Aber nicht nur Katharina hat einen Familienkonflikt, denn einer ihrer Schüler, Sven Tiedgen, leidet an einer Angststörung. Sein Vater hat eine kleine Fleischerei und erwartet von seinem Sohn, dass er auch Fleischer wird und später das Geschäft übernimmt. Sven hat aber eine große Abneigung Tiere zu töten, denn er liebt sie. Um mit diesem Widerspruch einigermaßen klarzukommen, nimmt er Tabletten gegen seine Angststörung, die aber allmählich Nebenwirkungen zeigen und ihm sein Kreislauf Probleme macht. Seinem Vater zuliebe will er aber die Fleischerausbildung machen, wovon Katharina ihm abrät, wenn es ihn doch so quält. Er will aber niemanden enttäuschen und hat auch schon Erik Olsen zugesagt, ein Rind beim anstehenden Showkochen der Schule vor Publikum zu zerlegen. Angesichts diese Konfliktes beginnt Sven zusätzlich zu den Tabletten nun auch noch Alkohol zu trinken, ohne zu wissen, dass dies lebensgefährlich werden kann. Als er bewusstlos zusammenbricht kann Katharina ihn zum Glück noch rechtzeitig finden und den Rettungswagen rufen. Auch informiert sie Svens Vater, der von den Problemen seines Sohnes nichts geahnt hat. Verständnisvoll erklärt er Sven, dass nur er ihm wichtig sei und alles andere nebensächlich wäre.
Inzwischen hat das Showkochen in der Schule begonnen, die Lehrküche ist voller Besucher und Schüler, aber der geplante Teil, den Sven übernehmen sollte, fällt aus. Und somit auch das Fleisch für die Hauptgerichte, eigentlich ein Desaster. Doch Erik Olsen rettet die Aktion, indem er erklärt: Heute kochen wir vegetarisch. Die Schüler nehmen ihre Plätze ein und zeigen unter Anleitung von Erik und Antje, was sie bisher gelernt haben. So gelingt es ihnen am Ende genug Anmeldungen für das neue Ausbildungsjahr zu bekommen und Katharina ist erleichtert. Sie bedankt sich bei ihrer Schwester, denn ohne sie, wäre es sicher nicht so gut gelungen. Auch Eriks Anstellung als Gastdozent ist sie bereit zu verlängern, nachdem Erik den Wunsch geäußert hat, noch länger in Flensburg zu bleiben.

## Hintergrund
Schule am Meer – Familienbande wurde vom 21. September 2022 bis zum 20. Oktober 2022 in Flensburg, Hamburg und Umgebung gedreht.

## Kritik
Tilmann P. Gangloff wertete fürTittelbach.tv: „Der Film beginnt mit einem Rundflug über Flensburg, die Musik ist gefällig; im Mittelpunkt stehen die handlungsreiche Geschichte und selbstredend die Mitwirkenden, allen voran Anja Kling und Oliver Mommsen. Dank seiner pfiffigen Dialoge verkörpert er den heiteren Teil der Tragikomödie praktisch im Alleingang.“ Weiter stellte der Kritiker fest: „Dem Drehbuchtrio ist das Kunststück gelungen, den Film trotz einer Vielzahl gänzlich unterschiedlicher bewegender Themen nicht zu überfrachten.“
Für prisma.de wertete Marina Birner: „Regisseur Stefan Bühling kreierte gemeinsam mit den Drehbuchautoren Hardi Sturm, Uwe Kossmann und Markus Hoffmann einen Familienfilm, in dessen Mittelpunkt alltagsnahe Geschichten an der Flensburger Förde stehen. Alles kreist um die Frage: Was fängt man mit seiner Zukunft an in Anbetracht all der Krisen, des Fachkräfte- und Azubi-Mangels?“
Die Kritiker der Fernsehzeitschrift TV Spielfilm zeigten mit dem Daumen nach oben und vergaben für Humor zwei und für Spannung einen von drei möglichen Punkten. Sie resümierten in Anlehnung zum Handlungsort des Films: „Die Punkte hat man sich in Flensburg redlich verdient!“.
Oliver Armknecht von film-rezensionen.de meinte, der Film „nutzt das Setting einer Berufsschule besser, wenn es unter anderem um die Frage nach Schlachtung geht. Unnötig sind jedoch die dramatischen Momente und Schicksalsschläge, die in die Geschichte hineingestopft wurden.“ Unpassend ist auch, wie dem Film „eine tragische Vorgeschichte angrdichtet [wird], die mit der Schwester zusammenhängt. Zwar ist es nett, wenn hier Anja Kling und Gerit Kling, die tatsächlich Schwestern sind, solche spielen. In der Form ist aber auch das plump und irgendwie zynisch, wie ein Schicksalsschlag als bloßes Mittel zum Zweck instrumentalisiert wird.“